# Il tredicesimo è sempre Giuda
Il tredicesimo è sempre Giuda è un film di genere spaghetti western italiano del 1971, diretto da Giuseppe Vari dietro lo pseudonimo di Joseph Warren.

## Trama
Sonora, in Messico, poco dopo la guerra civile americana. Vi si svolge un banchetto composto da tredici persone. Una di esse, Ned Carter aspetta la sua compagna Mary Belle Owens per sposarla. Inaspettatamente, quando arriva la diligenza egli scopre che sia lei che i passeggeri sono stati uccisi. Per Ned qualcosa non torna, fino a quando altre persone muoiono in circostanze misteriose.

## Cast
- Donald O'Brien: Capitano Ned Carter
- Maurice Poli: Tim
- Dino Strano: Joe  (sotto lo pseudonimo di Dean Stratford)
- Maily Doria: Mary Belle Owens
- Fortunato Arena: Richter Stump
- Giuseppe Castellano: Slim
- Adriana Giuffré: Emilia
- Attilio Dottesio: Generale
- Franco Pesce: Fotografo